# 通古斯大爆炸

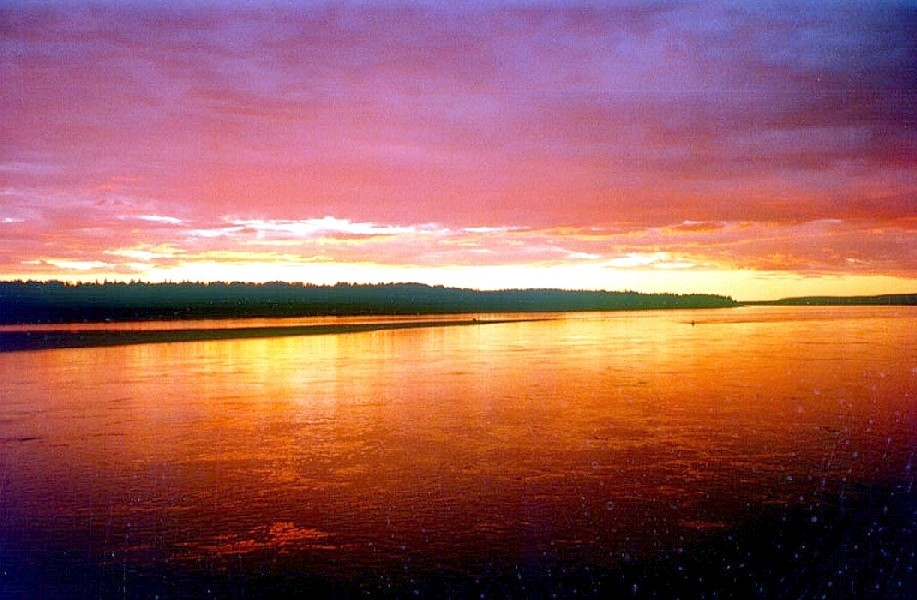
攝於2006年的通古斯地區，顯示森林與生態已復甦完好

60°55′N 101°57′E / 60.917°N 101.950°E
通古斯大爆炸（俄语：Тунгусский метеорит）是1908年6月30日上午7時17分（格林威治標準時間1908年6月30日0:17）發生在現今俄羅斯西伯利亞克拉斯诺亚尔斯克边疆区（原埃文基自治區）上空的隕石空爆事件。爆炸發生於通古斯河附近、貝加爾湖西北方800公里處，北緯60.55度，東經101.57度，當時估計爆炸威力相當於2千萬噸TNT炸药，超過2,150平方公里內的8千萬棵樹焚毀倒下。目擊者的報告表明事件中至少有3人死亡。
據報導，當天早上在貝加爾湖西北方的當地人觀察到一個巨大的火球劃過天空，其亮度和太陽相當，幾分鐘後，一道強光照亮了整個天空，稍後爆炸產生的衝擊波將附近650公里內的窗戶玻璃震碎，並且觀察到了蕈狀雲的現象，這個爆炸被橫跨歐亞大陸的地震监测点所記錄，其所造成的氣壓不穩定甚至由在當時英國剛被發明的氣壓自動記錄儀所偵測。在事发後数天内，亚洲与欧洲的夜空呈现出暗红色；有假说认为这是由於光线穿过在高纬度地区的极度低温中形成的冰晶颗粒造成的，这种现象常在航天飞机返回地球大气时出现。在美國的史密松天体物理台和威爾遜山天文台也觀察到大氣的透明度至少數個月有所降低。

## 歷史
由於通古斯地區過於偏遠，當時只有少數科學家對這個爆炸事件感興趣。即便當時有任何相关的調查，其記錄也很可能在接下來的混亂時代——第一次世界大戰、俄國革命和俄國內戰中遺失。
現存對此地區最早的調查是於事件發生近20年後進行的。1927年，苏联科學院的礦物學家列昂尼德·庫利克到達通古斯河地區，並在這個地區調查當時隕石撞擊的確切地點。儘管他們從未訪問過爆炸發生的中央地區，但許多的當地記載使庫里克相信爆炸是由巨大的隕石撞擊引起的。他用隕石上的鐵可能有助于蘇聯发展工業的理由，說服蘇聯政府對科學調查隊給予資金。
1927年，庫利克的調查隊在當地埃文基獵人的幫助下終於找到爆炸區域的中心。讓他們驚訝的是，沒有發現任何隕石坑。燒焦枯死的樹橫跨大約50公里。少數靠近爆炸中心的樹沒有傾倒，它們的樹枝和樹皮則被脫去。傾倒的樹則是向爆炸中心相反的方向傾倒。
接下來10年，有另外3支隊伍被派到這一地區。庫利克發現有一個小沼澤可能是隕石坑，但在排光其中的水後，他在底部發現一些樹木殘枝，所以確定那不是隕石坑。1938年，庫利克又找人來航拍整個區域，顯示樹是以一個像蝴蝶的巨大形狀傾倒，然而他仍然沒有發現任何隕石坑。
在1930年，英国天文学者弗朗西斯·约翰·威尔士·惠普尔指通古斯天体很可能是一个小彗星。由于彗星主要由冰与尘埃所组成，在撞击爆炸后就已经蒸发殆尽，所以没有留下一般石质天體会留下的陨石。而且，彗星说也解释了为何通古斯大爆炸后周边地区夜如白昼的现象，这可能是彗尾残留在高空的冰、尘颗粒反射阳光照亮夜空的结果。这一理论在1960年代也普遍获得苏联的通古斯调查员所接受。
1950和1960年代的調查隊在這個地區發現極小的玻璃球灑在土地上。化學分析顯示球內含有大量在隕石中常見的金屬-鎳和銥，而且也確定它們是來自地球以外的。另外由根纳季·普列汉诺夫（Геннадий Плеханов）所領導的研究隊發現其中沒有輻射異常的跡象，這表示這並不是自然的核自爆現象。對該地區泥炭沼澤的化學分析還揭示了許多被認為與撞擊事件一致的異常現象。同位素特徵顯示這些異常特徵的沼澤區域也含有異常高比例的銥，類似於在白堊紀-古近紀邊界發現的銥層。這些不尋常的比例被認為是由沉積在沼澤中的墜落物體的碎片造成的。
1975年，以色列的魏茨曼科學研究所的地震學家阿里·本-梅納赫姆分析了通古斯地震波的資料，認為爆炸的能量相當於1,000枚投在廣島的原子彈，引起天體物理學家的注意，進一步的模擬顯示小行星可能在10公里的高度就已經蒸發完，但不排除有1公尺直徑的碎片落下。
1978年，斯洛伐克天文学者卢博尔·克雷萨克提出，通古斯天体可能是来自短周期彗星恩克彗星的碎片。恩克彗星是6月至7月金牛座β流星雨的来源，而通古斯大爆炸的时间点正好处于该流星雨的高峰期，且该撞击体的模拟撞击方向与该流星群的轨道相吻合。已知这类流星通常会在离地表十至数百公里的高空爆炸，这现象一直被军事卫星所观测。
在1990年代，意大利研究人員在博洛尼亞大學的物理學家 Giuseppe Longo 的協調下，從撞擊區域的樹芯中提取樹脂，他們發現了在岩石小行星中常見而在彗星中很少發現的高含量物質。
2013年，一組研究人員發表了對受影響區域中心附近泥炭沼澤微樣本的分析結果，這些樣本顯示了可能來自外星的碎片。

## 外部連結
- Tunguska similar impacts and origin of life, Dr. Andrei E. Zlobin, article in electronic journal "Modern scientific researches and innovations." – December 2013. - № 12. （页面存档备份，存于） （英文）
- Discovery of probably Tunguska meteorites at the bottom of Khushmo river's shoal, Andrei E. Zlobin, Paper 1304.8070 in arXiv.org (PDF) （页面存档备份，存于） （英文）
- Quasi Three-dimensional Modeling of Tungguska Comet Impact(1908), Andrei E. Zlobin （英文）
- Tunguska Comet Impact - 1908 （英文）
- The Tunguska Event in 1908: Evidence from Tree-Ring Anatomy （页面存档备份，存于）（英文）
- Tunguska.ru （页面存档备份，存于）（俄文）包含一些當時的照片